# Hofstetten-Grünau
Hofstetten-Grünau est une commune autrichienne du district de Sankt Pölten-Land en Basse-Autriche.

## Personnalité liée à la Commune
- Agnès Blannbekin est née à Plambach[2], une ville qui fait partie de la commune.